# (13406) Sekora
(13406) Sekora est un astéroïde de la ceinture principale.

## Description
(13406) Sekora est un astéroïde de la ceinture principale. Il fut découvert le 2 octobre 1999 à l'Observatoire d'Ondřejov par Lenka Šarounová. Il présente une orbite caractérisée par un demi-grand axe de 2,74 UA, une excentricité de 0,17 et une inclinaison de 12,4° par rapport à l'écliptique.

## Compléments